# 吉田金彦
吉田 金彦（よしだ かねひこ、1923年3月23日 - 2022年9月19日）は、日本の国語学者。姫路獨協大学名誉教授。

## 人物
香川県満濃町（現まんのう町）生まれ。京都帝国大学文学部国語国文学科卒業。京都大学大学院博士課程（旧制）修了。静岡女子短期大学助教授、愛媛大学助教授、京都府立大学短期大学部教授、大阪外国語大学教授。1987年、定年退官、姫路獨協大学教授、退職、名誉教授。日本語語源研究会主宰。日本語語源研究所を私設。2000年勲三等瑞宝章受章。
2022年9月19日に死去、99歳没。

## 著書

### 単著
- 『ことばのカルテ：ふだん語百話』三省堂新書、1967年
- 『現代語助動詞の史的研究』明治書院、1971年
- 『上代語助動詞の史的研究』明治書院、1973年
- 『日本語語源学の方法』大修館書店、1976年
- 『国語意味史序説』明治書院、1977年。ISBN 4625420237
- 『古代日本語をさぐる』角川書店〈角川選書〉1979年
- 『古代日本語をあるく』弘文堂、1983年。ISBN 4335560427
- 『古代地名を歩く：京都滋賀』京都新聞社、1987年。ISBN 4763802186
- 『ことばのカルテ：ふだん語小辞典』創拓社、1990年。ISBN 4871381013
- 『古代地名を歩く：京都滋賀2』京都新聞社、1991年。ISBN 4763802712
- 『万葉語源：文学と語学をつなぐ』創拓社、1991年。ISBN 4871381080
- 『沼の司祭者額田王』毎日新聞社、1993年。ISBN 4620309176
- 『地名語源からの万葉集』東京堂出版、1997年。ISBN 4490203144
- 『埋もれた万葉の地名』東京堂出版、1998年。ISBN 4490203500
- 『秋田城木簡に秘めた万葉集：大伴家持と笠女郎』おうふう、2000年。ISBN 4273031116
- 『京都の地名を歩く』京都新聞出版センター、2003年。ISBN 9784763805164
- 『日本語ことばのルーツ探し：意外な由来、面白い語源』祥伝社〈祥伝社黄金文庫〉2003年。ISBN 4396313209
- 『草枕と旅の源流を求めて：万葉の多胡・田子浦の歌』勉誠出版〈智慧の海叢書〉2004年。ISBN 4585071172
- 『誤解された万葉語』勉誠出版、2008年。ISBN 9784585032175
- 『吉田金彦著作選』全8巻、明治書院

1 (万葉語の研究・上) ISBN 9784625434136
2 (万葉語の研究・下) ISBN 9784625434143
3 (悲しき歌木簡) ISBN 9784625434150
4 (額田王紀行) ISBN 9784625434167
5 (上代語の助動詞・上) ISBN 9784625434310　
6 (上代語の助動詞・下) ISBN 9784625434327
7 (現代語の助動詞) ISBN 9784625434334
8 (動詞・形容詞) ISBN 9784625434341

### 共編著
- 『衣食住語源辞典』編著、東京堂出版、1996年。ISBN 4490104340
- 『ことばから人間を』編著、昭和堂、1998年。ISBN 4812298083
- 『語源辞典：形容詞編』編著、東京堂出版、2000年。ISBN 9784490105537
- 『語源辞典：植物編』編著、東京堂出版、2001年。ISBN 9784490105865
- 『語源辞典：動物編』編著、東京堂出版、2001年。ISBN 9784490105742
- 『日本地名学を学ぶ人のために』糸井通浩共編、世界思想社、2004年。ISBN 4790710882
- 『日本語の語源を学ぶ人のために』編著、世界思想社、2006年。ISBN 4790712249
- 『京都地名語源辞典』糸井通浩・綱本逸雄共編、東京堂出版、2013年。ISBN 9784490108415